# Данилюк Олександр Володимирович
Олекса́ндр Володи́мирович Данилю́к (нар. 26 вересня 1981, Київ) — український громадський діяч, адвокат, правозахисник. Координатор громадського руху «Спільна справа». Радник міністра оборони України Валерія Гелетея на громадських засадах з 15 липня до 5 листопада 2014 року.

## Життєпис

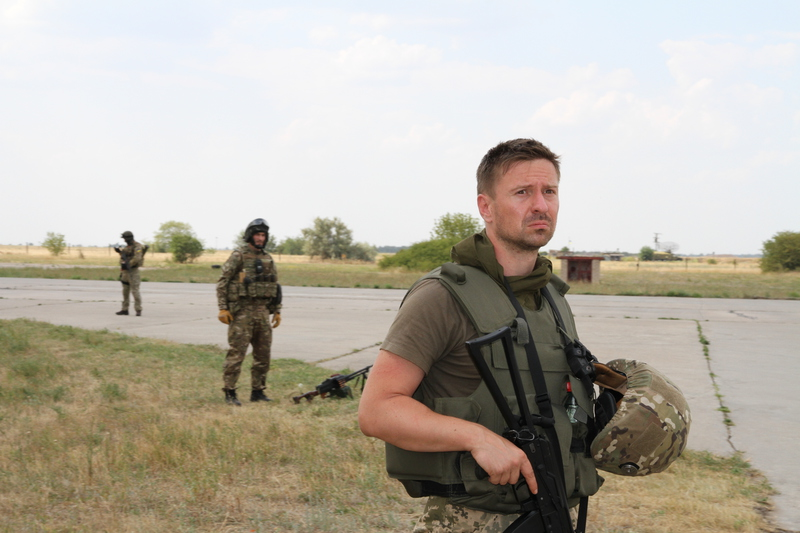
Олександр Данилюк на Донбасі

Народився 26 вересня 1981 року в Києві. Мати — лікар, батько — науковець.
Правозахистом почав займатись в студентські роки. Очолив правозахисну організацію «Правове суспільство» (Інститут правового суспільства). Був Уповноваженим з прав дітей та молоді при КМЦССМ КМДА.
Закінчив Київський національний економічний університет імені Вадима Гетьмана за спеціальністю «Правознавство». Магістр правового регулювання економіки. Спеціаліст із залучення прямих іноземних інвестицій — сертифікат USAID від 2006 року.
З 2000 року брав активну участь у акціях опозиції «Україна без Кучми» та «Вставай, Україно!».
У 2004 році був адвокатом кандидата в Президенти Ющенка в Донецькій області. Захищав Бориса Пенчука (видавця книги «Донецька мафія»). Здійснював правовий супровід низки загальнонаціональних кампаній по протидії виборчим фальсифікаціям (зокрема Громадська Ініціатива «Знаю!»). У 2008 році в рамках кампанії «Київ без Черновецького!» був ініціатором позову щодо зняття чинного міського голови з виборчих перегонів через використання службового становища у власних інтересах. Від 2004 року — очолює Всеукраїнський центр сприяння підприємницькій діяльності, який системно захищає індивідуальні та колективні права підприємців.
Розробник Національної антикризової програми, яка в багатьох аспектах була впроваджена попереднім урядом через системне громадське лобіювання. Автор низки поправок до Податкового кодексу (зокрема щодо скасування принципу винуватості платника податків).
2 грудня 2010 зробив подання до Конституційного Суду України щодо відповідності Податкового кодексу Конституції України.
Автор книги «Преторіанці: Після і до Революції», яка у 2009 році отримала гран-прі Державної премії ім. Антонича.
Адвокат за освітою Олександр Данилюк, один з найбільш яскравих та самостійних лідерів Революції Гідності, лідер громадянського руху «Спільна Справа», екс-радник міністра оборони та очільник Центру оборонних реформ. З початком українсько-російської війни Данилюк зосередився на національній безпеці та обороні, а також на академічному дослідженні та практичній протидії російській гібридній агресії. Читав лекції в Національному університеті оборони США, Школі спеціальної війни імені Кеннеді та інших навчальних закладах, що займаються підготовкою фахівців з гібридної війни. Зареєстрований кандидатом в президенти України під номером 22.

## Участь у громадських акціях протесту
Олександр Данилюк оголосив себе генеральним координатором Податкового майдану в листопаді-грудні 2010 року.
Став організатором акції протесту «День гніву» 14 травня 2011 року, після чого його у день початку акції було затримано міліцією.
5 серпня 2011 р. Олександр Данилюк заявив про початок з 8 серпня 2011 акції протесту на Майдані Незалежності з вимогою невідкладного проведення виборів депутатів Верховної Ради і Президента.
25 січня 2014 під час Євромайдану активісти координованого Данилюком руху «Спільна справа» зайняли, але згодом звільнили будівлю Міністерства енергетики та вугільної промисловості на вулиці Хрещатик, а 26 січня 2014 — будівлю Міністерства юстиції на вулиці Городецького, 13, в Києві.

У Фейсбуці Данилюк прокоментував захоплення міністерств таким чином:

## Переслідування
Лідер «Спільної справи» Олександр Данилюк 31 січня 2014 був оголошений у розшук з боку МВС України після того, як стало відомо про те, що активіст «Автомайдану» Дмитро Булатов врятувався від невідомих катів, які викрали і піддавали його тортурам протягом 8 діб. Разом із Данилюком у розшук був оголоший Булатов, Сергій Коба та син депутата від «Батьківщини» Анатолія Гриценка — Олексій Гриценко.
3 лютого 2014 стало відомо, що Данилюк нелегально, пішки перетнув державний кордон України та виїхав до Лондона. При цьому сам Данилюк заявив, що збирається повернутись через декілька тижнів, коли протестувальники переконаються, що «мирні угоди», підписані опозицією з Віктором Януковичем, нічого не дадуть.
26 лютого 2014 року новопризначений в. о. Генерального прокурора України Олег Махніцький на брифінгу повідомив, що з Олександра Данилюка було знято підозру в тероризмі в зв'язку з захопленням ГО «Спільна справа» 26 січня Міністерство юстиції України: «Щодо розслідування кримінальних проваджень Служби безпеки за фактом захоплення приміщень Мінагропроду, а також Міністерства енергетики, то в цьому провадженні було повідомлено про підозру у вчинені правопорушення, передбаченого статтею 258 ККУ — терористичний акт, Данилюку Олександру Володимировичу та оголошено його у розшук. За результатами досудового розслідування, кримінальне провадження сьогодні закрито у зв'язку з відсутністю у діях Данилюка та інших осіб складу цього злочину».

## Радник міністра оборони
На початку липня 2014 року Олександр Данилюк повідомив українську громадськість, що його призначили радником міністра оборони України Валерія Гелетея: «Мене призначено радником Міністра оборони України. Займатись буду АТО та реформуванням Збройних Сил». Гелетей підтвердив призначення Данилюка своїм радником з інформаційної політики: «Данилюк був моїм радником в Управлінні державної охорони. Він тепер працює зі мною як радник міністра оборони».
30 серпня 2014 року Данилюк провів брифінг в Українському національному інформаційному агентстві «Укрінформ», де заявив, що «російські спецслужби намагаються використати місто Іловайськ для дестабілізації ситуації в Україні в цілому, а також підриву довіри до керівництва Міністерства оборони, командування Збройних Сил України та оперативного командування АТО». Під час прес-конференції в «Укрінформі» Данилюк розповів про новостворену Службу внутрішньої безпеки Міноборони України, яка розгляне онлайн-коментаторів, які «мають стосунок до добровольчих підрозділів» i «послідовно продовжували розголошувати дані про кількість підрозділів, їх чисельність, наявність того чи іншого озброєння».

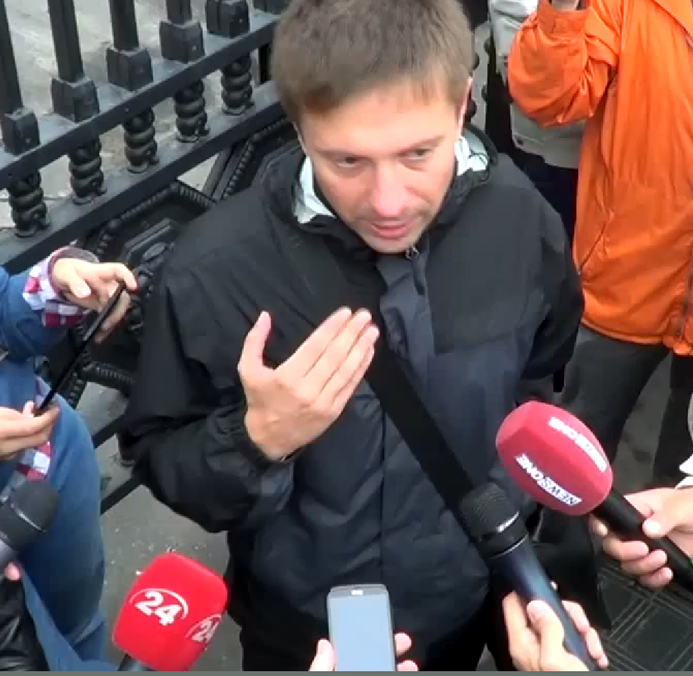
Данилюк спілкується з пресою під Міноборони

Через декілька днів Данилюк повідомив, що Росія «за вторгнення в Україну вже сплатили життям близько 2 тис. кадрових російських військових, здебільшого десантників».
4 вересня 2014 року Данилюк повідомив, що бійці Збройних сил України відбили наступ на Маріуполь.
9 вересня 2014 року Данилюк на підтвердження заяв міністра оборони Валерія Гелетея, що Росія погрожувала Україні застосуванням ядерної тактичної зброї, повідомив, що на території України перебувають російські 240-міліметрові самохідні міномети 2С4 «Тюльпан»: "Щодо російських погроз застосувати тактичну ядерну зброю: 240-мм самохідні міномети 2С4 «Тюльпан» артилерії Резерву Верховного Головнокомандувача ЗС РФ, які вже заведені та застосовуються російськими військами на території України, окрім активно-реактивних та фугасних мін, мають в боєкомплекті ядерні снаряди потужністю до двох кілотон, а також нейтронні снаряди «Смола» та «Фата». Данилюк раніше зазначав, що Росія застосовувала міномети 2С4 «Тюльпан» під Луганськом у ході свого вторгнення в Україну в кінці серпня 2014 року.

20 жовтня 2014 року Данилюк в ефірі телеканалу «112 Україна» розповів, що в Україні на основі симбіозу норвезької, ізраїльської та швейцарської моделей територіальної оборони завершується створення 200-тисячної Резервної армії України. За словами Данилюка
 Раніше Данилюк повідомив, що Міністерство оборони України, починаючи з кінця 2014 р., вводить програму загальновійськової підготовки військовозобов'язаних:

## Участь у реформування армії
З 2015 року Олександр Данилюк є науковим співробітником американської науково-дослідницької фундації Potomac Foundation. В 2018 році Potomac Foundation подала заявку на проведення реформування Укроборонпрому. Відповідно до документів, поданих фундацією, команда експертів включає професора Філіпа Карбера, що був радником з питань безпеки у багатьох очільників країн-членів НАТО (включно з прем'єр-міністром Великої Британії Маргарет Тетчер) та Генерального секретаря НАТО Манфреда Уорнера, чотиризіркових генералів Уеслі Кларка та Філіпа Брідлава, що обіймали посаду Верховного Головнокомандувача сил НАТО в Європі, та тризіркового генерала Фредеріка Ходжеса, що донедавна командував сухопутними військами США в Європі, а також Гарольда Дебланка, екс-віце-президента компаній Lehman Brothers Holdings та LCOR Inc., та Майкла Семенса, провідного технічного експерта з питань оборони, що працював з такими відомими американськими корпораціями як Lokheed Martin, BAE Systems, Science Applications та Aptima Corp.
Єдиним українцем в команді фундації був заявлений керівник Центру оборонних реформ Олександр Данилюк. Відповідно до умов тендеру переможець має сконцентруватись над вдосконаленням стратегії корпоративної та виробничої реструктуризації Укроборонпрома та підпорядкованих йому підприємств, а також супроводом практичного впровадження розроблених рекомендацій. Завдяки цим заходам очікується отримати реструктуризовані активи, які будуть сформовані в декілька акціонерних холдингових компаній, кожна з яких спеціалізуватиметься на певному секторі оборонної промисловості та матиме доступ до міжнародного ринку капіталу.
Станом на початок 2019 року тендер проведено не було.

## Кандидат у Президенти 2019
Зареєстрований кандидатом в президенти України під номером 22. Головна мета участі «Спільної Справи» в президентських та парламентських виборах — протидія російському реваншу та гібридній агресії, також Олександр Данилюк закликав до національної солідарності та консолідації заради протистояння цим викликам.
Довірені особи кандидата в президенти України Олександра Данилюка в загальнонаціональному виборчому окрузі екс-співробітники Головного управління розвідки (ГУР) капітан першого рангу Юрій Сміщук та полковник Дмитро Соболєв, а також полковники запасу Генерального штабу Збройних сил України В'ячеслав Протопопов та Сергій Литвиненко. Розпорядниками виборчого фонду кандидата стали Микола Жорновий, кіборг з 81 бригади десантно-штурмових військ, що до війни очолював криворізьку організацію громадянського руху «Спільна Справа» та Володимир Максимів, екс-командир розвідки бригади швидкого реагування Національної гвардії. Уповноваженим представником в ЦВК став адвокат Назар Первак, донедавна — член Ради громадського контролю НАБУ.

## Сімейний стан
Одружений з громадянкою Великої Британії, виховує сина.